# Gymnodiptychus dybowskii
Gymnodiptychus dybowskii és una espècie de peix cipriniforme de la família dels ciprínids.

## Morfologia
- Els mascles poden assolir 45 cm de longitud total i 3 kg de pes.[1][2]

## Alimentació
Menja peixets, amfípodes, mol·luscs i larves d'insectes.

## Hàbitat
És un peix d'aigua dolça i de clima temperat.

## Distribució geogràfica
Es troba a Àsia.

## Observacions
Els ous són verinosos.